# THIS IS A SONG FOR COCA-COLA
「THIS IS A SONG FOR COCA-COLA（ディス・イズ・ア・ソング・フォー・コカ・コーラ）」は、矢沢永吉7枚目のシングル。1980年3月10日発売。ワーナー・パイオニア移籍第一弾。

## 概要
表題曲は、文字通りコカ・コーラのCMソングに起用された。サビ部分にはかつてのキャッチコピーを含んだ「I say come on in coke（アイ・セイ・カム・オン・イン・コーク）」の句がある。
初回プレス盤はジャケット表記が「THIS IS SONG FOR COCA-COLA」とAが無い脱字である。
TBS系音楽番組『ザ・ベストテン』では、スポンサーの関係（キリンビール）で楽曲名を紹介できない稀有な例で、オープニング・テロップで流れたレコード売上順位にランクインされた際は「（CMソング）」と表示された。この様な経緯から、同年6月2日の日本武道館公演では、矢沢が「日本の放送業界から締め出し喰って、けっこう悪名高いシビレる曲」と本楽曲を自虐的に紹介した。
B面の「RUN & RUN」は、矢沢初のドキュメンタリー映画作品『RUN&RUN』テーマ・ソング。

## 収録曲
- 全作曲：矢沢永吉

1. THIS IS A SONG FOR COCA-COLA
  - 作詞：島崎政樹
2. RUN & RUN
  - 作詞：西岡恭蔵